# Fall River (Kansas)
Fall River é uma cidade localizada no estado americano de Kansas, no Condado de Greenwood.

## Demografia
Segundo o censo americano de 2000, a sua população era de 156 habitantes.
Em 2006, foi estimada uma população de 146, um decréscimo de 10 (-6.4%).

## Geografia
De acordo com o United States Census Bureau tem uma área de
0,6 km², dos quais 0,6 km² cobertos por terra e 0,0 km² cobertos por água. Fall River localiza-se a aproximadamente 284 m acima do nível do mar.

## Localidades na vizinhança
O diagrama seguinte representa as localidades num raio de 24 km ao redor de Fall River.